# Llista de fallides de deute sobirà
La llista de fallides de deute sobirà indica els estats del món, i l'any, que van ser incapaços de fer front a les seves obligacions financeres dins dels terminis pactats. Aquestes fallides inclouen:
- Un fallida del deute sobirà, on un govern suspèn el reemborsament del deute públic.
- Un pla de reestructuració del deute on el govern, d'acord amb altres països o unilateralment, redueix els seus reemborsaments de deute.
- Assistència del Fons Monetari Internacional o d'altres fonts financeres internacionals a un estat.

Els deutes podrien ser amb fonts privades dins d'un país, amb inversors estrangers, o amb d'altres països.
La taula següent recull fallides de deute sobirà i reestructuració de deute d'estats d'ençà 1557.
Els estats del món amb major nombre de fallides sónː Espanya (18 fallides), Equador i Veneçuela (11 fallides), Mèxic i Brasil (10 fallides), Argentina, Perú i Xile (9 fallides).
| Continent | Estat                                                     | Data      | Tipus, causes, conseqüències i referències |
| --------- | --------------------------------------------------------- | --------- | --- |
| Europa    | França                                                    | 1812      | Les despeses estatals durant les Guerres Napoleòniques van ser extremadament elevades degut en gran manera a l'alt nivell de despeses militars. |
| Europa    | Suècia                                                    | 1812      | Despeses militars com a conseqüència de les Guerres Napoleòniques. |
| Europa    | Dinamarca                                                 | 1813      | Fallida bancària. |
| Europa    | Països Baixos                                             | 1814      | Inestabilitat fruit del domini de Napoleó I a França |
| Àfrica    | Egipte                                                    | 1876      | La crisi provocarà la Revolta d'ʻUrabi i la posterior invasió britànica d'Egipte. |
| Europa    | República de Weimar (Alemanya)                            | 1932      | En virtut del Tractat de Versalles que finalitza la Primera Guerra Mundial, Alemanya es va veure obligada a fer reparacions de guerra. El Pla Young de 1929 tenia per objecte liquidar l'estructura, però després del "Crash de Wall Street", el retorn dels reemborsaments era impossible. A la Conferència de Lausana de 1932, el Regne Unit i França van acordar una suspensió de pagaments. El Congrés dels Estats Units ho va rebutjar, però els pagaments no es van fer mai. |
| Europa    | Romania                                                   | 1933      | [ cal citació ] |
| Amèrica   | Mèxic                                                     | 1982–2008 | El ministre de Finances, Jesus Silva-Herzog, va declarar que no podia complir amb les seves obligacions de reemborsament de deutes ja que els tipus d'interès mundials havien augmentat notablement des de 1979. Això va suposar l'inici d'una generalitzada crisi de deute de l'Amèrica Llatina. |
| Europa    | Iugoslàvia                                                | 1983      | [ cal citació ] |
| Àsia      | Tailàndia                                                 | 1997–2007 | Crisi financera del sud-est asiàtic de 1997. |
| Europa    | Rússia                                                    | 1998      | Després de la disminució dels preus mundials sobre les principals exportacions russes (sobretot metalls i petroli), es va produir la crisi financera russa de 1998. L'augment del deute va fer que el govern declares una moratòria sobre els pagaments als creditors internacionals. |
| Europa    | Grècia                                                    | 2015      | A causa de la crisi del deute del govern grec, Grècia no va fer un pagament d'1,6 mil milions de euros a l'FMI a temps (el pagament es va fer amb un retard de 20 dies).). |
| Àsia      | República de la Xina (1912–1949)                          | 1921      | [ cal citació ] |
| Àsia      | República de la Xina (1912–1949)                          | 1932      | [ 2 ] |
| Àsia      | República de la Xina (1912–1949)                          | 1939      | [ cal citació ] |
| Àsia      | Japó                                                      | 1942      | [ cal citació ] |
| Àsia      | Japó                                                      | 1946–52   | [ 2 ] |
| Àsia      | Japó                                                      | 1958      | [ cal citació ] |
| Àsia      | Índia                                                     | 1969      | [ cal citació ] |
| Àsia      | Índia                                                     | 1972      | [ 5 ] |
| Àsia      | Indonèsia                                                 | 1966      | [ cal citació ] |
| Àsia      | Iran                                                      | 1992      | [ cal citació ] |
| Àsia      | Iran                                                      | 1990      | [ cal citació ] |
| Àsia      | Jordània                                                  | 1989      | [ cal citació ] |
| Àsia      | Kuwait                                                    | 1990–91   | [ 2 ] |
| Àsia      | Myanmar                                                   | 1984      | [ 2 ] |
| Àsia      | Myanmar                                                   | 1987      | [ 2 ] |
| Àsia      | Myanmar                                                   | 2002      | [ cal citació ] |
| Àsia      | Mongòlia                                                  | 1997–2000 | [ 2 ] |
| Àsia      | Filipines                                                 | 1983      | [ cal citació ] |
| Àsia      | Illes Salomó                                              | 1995–2004 | [ 2 ] |
| Àsia      | Sri Lanka                                                 | 1980      | [ cal citació ] |
| Àsia      | Sri Lanka                                                 | 1982      | [ cal citació ] |
| Àsia      | Sri Lanka                                                 | 1996      | [ 2 ] |
| Àsia      | Turquia                                                   | 1876      | [ cal citació ] |
| Àsia      | Turquia                                                   | 1915      | [ cal citació ] |
| Àsia      | Turquia                                                   | 1931      | [ cal citació ] |
| Àsia      | Turquia                                                   | 1940      | [ cal citació ] |
| Àsia      | Turquia                                                   | 1978      | [ cal citació ] |
| Àsia      | Turquia                                                   | 1982      | [ cal citació ] |
| Àsia      | Vietnam                                                   | 1975      | [ 2 ] |
| Europa    | Albània                                                   | 1990      | [ cal citació ] |
| Europa    | Arxiducat d'Àustria                                       | 1796      | [ cal citació ] |
| Europa    | Arxiducat d'Àustria                                       | 1802      | [ cal citació ] |
| Europa    | Imperi Austríac                                           | 1811      | [ 6 ] |
| Europa    | Imperi Austríac                                           | 1816      | Causada per la Guerra de la Sisena Coalició. Acaba amb la creació del banc central d'Àustria Oesterreichische Nationalbank. |
| Europa    | Imperi_Austrohongarès                                     | 1868      | [ cal citació ] |
| Europa    | Àustria                                                   | 1938      | [ cal citació ] |
| Europa    | Àustria                                                   | 1940      | [ cal citació ] |
| Europa    | Àustria                                                   | 1945      | [ 2 ] |
| Europa    | Bulgària                                                  | 1932      | [ cal citació ] |
| Europa    | Bulgària                                                  | 1990      | [ cal citació ] |
| Europa    | Croàcia                                                   | 1993–96   | [ 2 ] |
| Europa    | Alemanya                                                  | 1939      | [ cal citació ] |
| Europa    | Alemanya                                                  | 1948      | [ 2 ] |
| Europa    | Alemanya - Hessen                                         | 1814      | [ cal citació ] |
| Europa    | Alemanya - Prússia                                        | 1807      | [ cal citació ] |
| Europa    | Alemanya - Prússia                                        | 1813      | [ cal citació ] |
| Europa    | Alemanya - Schleswig-Holstein                             | 1850      | [ cal citació ] |
| Europa    | Alemanya - Westfàlia                                      | 1812      | [ cal citació ] |
| Europa    | Grècia                                                    | 1826      | [ cal citació ] |
| Europa    | Grècia                                                    | 1843      | [ cal citació ] |
| Europa    | Grècia                                                    | 1860      | [ cal citació ] |
| Europa    | Grècia                                                    | 1893      | [ cal citació ] |
| Europa    | Grècia                                                    | 1932      | [ cal citació ] |
| Europa    | Grècia                                                    | 2012      | [ 7 ] |
| Europa    | Hongria                                                   | 1932      | [ cal citació ] |
| Europa    | Hongria                                                   | 1941      | [ cal citació ] |
| Europa    | Polònia                                                   | 1936      | [ cal citació ] |
| Europa    | Polònia                                                   | 1981      | [ cal citació ] |
| Europa    | Portugal                                                  | 1828      | [ cal citació ] |
| Europa    | Portugal                                                  | 1837      | [ cal citació ] |
| Europa    | Portugal                                                  | 1841      | [ cal citació ] |
| Europa    | Portugal                                                  | 1845      | [ cal citació ] |
| Europa    | Portugal                                                  | 1852      | [ cal citació ] |
| Europa    | Portugal                                                  | 1890      | [ cal citació ] |
| Europa    | Rússia                                                    | 1839      | [ cal citació ] |
| Europa    | Rússia                                                    | 1885      | [ cal citació ] |
| Europa    | Rússia                                                    | 1918      | Repudiació dels deutes tsaristes pels revolucionaris bolxevics. |
| Europa    | Rússia                                                    | 1947      | [ 2 ] |
| Europa    | Rússia                                                    | 1957      | [ 2 ] |
| Europa    | Rússia                                                    | 1991      | [ cal citació ] |
| Europa    | Espanya                                                   | 1557      | [ 9 ] |
| Europa    | Espanya                                                   | 1575      | [ 9 ] |
| Europa    | Espanya                                                   | 1596      | [ 9 ] |
| Europa    | Espanya                                                   | 1607      | [ 9 ] |
| Europa    | Espanya                                                   | 1627      | [ 9 ] |
| Europa    | Espanya                                                   | 1647      | [ 9 ] |
| Europa    | Espanya                                                   | 1652      | [ 9 ] |
| Europa    | Espanya                                                   | 1662      | [ 9 ] |
| Europa    | Espanya                                                   | 1666      | [ 9 ] |
| Europa    | Espanya                                                   | 1809      | [ cal citació ] |
| Europa    | Espanya                                                   | 1820      | [ cal citació ] |
| Europa    | Espanya                                                   | 1831      | [ cal citació ] |
| Europa    | Espanya                                                   | 1834      | [ cal citació ] |
| Europa    | Espanya                                                   | 1851      | [ cal citació ] |
| Europa    | Espanya                                                   | 1867      | [ cal citació ] |
| Europa    | Espanya                                                   | 1872      | [ cal citació ] |
| Europa    | Espanya                                                   | 1882      | [ cal citació ] |
| Europa    | Espanya                                                   | 1936–39   | [ 2 ] |
| Europa    | Suècia                                                    | 1812      | [ cal citació ] |
| Europa    | Ucraïna                                                   | 1998–2000 | [ 2 ] |
| Europa    | Ucraïna                                                   | 2016      | [ 10 ] |
| Europa    | Regne Unit                                                | 1822      | [ cal citació ] |
| Europa    | Regne Unit                                                | 1834      | [ cal citació ] |
| Europa    | Regne Unit                                                | 1888–89   | [ cal citació ] |
| Europa    | Regne Unit                                                | 1932      | [ 11 ] [ 2 ] |
| Europa    | Regne Unit                                                | 1976      | La crisi del FMI del 1976 fou una crisi financera al Regne Unit del 1976 que va obligar el govern a demanar prestats 3.900 milions de dòlars americans (17.2 bilions de dòlars EUA el 2018) del Fons Monetari Internacional, el préstec més gran mai sol·licitat a l'FMI. |
| Europa    | Iugoslàvia                                                | 1983      | No fou una fallida directa; sino dividida entre les nacions que conformaven l'estat iugoslau. |
| Àfrica    | Algèria                                                   | 1991      | [ cal citació ] |
| Àfrica    | Angola                                                    | 1976      | [ 2 ] |
| Àfrica    | Angola                                                    | 1985      | [ 2 ] |
| Àfrica    | Angola                                                    | 1992–2002 | [ 2 ] |
| Àfrica    | Camerun                                                   | 2004      | [ 2 ] |
| Àfrica    | República Centreafricana                                  | 1981      | [ cal citació ] |
| Àfrica    | República Centreafricana                                  | 1983      | [ cal citació ] |
| Àfrica    | República Democràtica del Congo                           | 1979      | [ 2 ] |
| Àfrica    | Costa d'Ivori                                             | 1983      | [ cal citació ] |
| Àfrica    | Costa d'Ivori                                             | 2000      | [ cal citació ] |
| Àfrica    | Costa d'Ivori                                             | 2011      | [ cal citació ] |
| Àfrica    | Gabon                                                     | 1999–2005 | [ 2 ] |
| Àfrica    | Ghana                                                     | 1979      | [ cal citació ] |
| Àfrica    | Ghana                                                     | 1982      | [ 2 ] |
| Àfrica    | Libèria                                                   | 1989–2006 | [ 2 ] |
| Àfrica    | Madagascar                                                | 2002      | [ 2 ] |
| Àfrica    | Moçambic                                                  | 1980      | [ 2 ] |
| Àfrica    | Ruanda                                                    | 1995      | [ 2 ] |
| Àfrica    | Sierra Leone                                              | 1997–98   | [ 2 ] |
| Àfrica    | Sudan                                                     | 1991      | [ 2 ] |
| Àfrica    | Tunísia                                                   | 1867      | [ cal citació ] |
| Àfrica    | Tunísia                                                   | 1986      | [ 12 ] |
| Àfrica    | Egipte                                                    | 1984      | [ cal citació ] |
| Àfrica    | Kenya                                                     | 1994      | [ cal citació ] |
| Àfrica    | Kenya                                                     | 2000      | [ cal citació ] |
| Àfrica    | Marroc                                                    | 1983      | [ cal citació ] |
| Àfrica    | Marroc                                                    | 1994      | [ cal citació ] |
| Àfrica    | Marroc                                                    | 2000      | [ cal citació ] |
| Àfrica    | Nigèria                                                   | 1982      | [ cal citació ] |
| Àfrica    | Nigèria                                                   | 1986      | [ cal citació ] |
| Àfrica    | Nigèria                                                   | 1992      | [ cal citació ] |
| Àfrica    | Nigèria                                                   | 2001      | [ cal citació ] |
| Àfrica    | Nigèria                                                   | 2004      | [ cal citació ] |
| Àfrica    | Sud-àfrica                                                | 1985      | [ cal citació ] |
| Àfrica    | Sud-àfrica                                                | 1989      | [ cal citació ] |
| Àfrica    | Sud-àfrica                                                | 1993      | [ cal citació ] |
| Àfrica    | Zàmbia                                                    | 1983      | [ cal citació ] |
| Àfrica    | Zimbàbue                                                  | 1965      | [ cal citació ] |
| Àfrica    | Zimbàbue                                                  | 2000      | [ cal citació ] |
| Àfrica    | Zimbàbue                                                  | 2006      | [ 2 ] |
| Amèrica   | Antigua i Barbuda                                         | 1998–2005 | [ 2 ] |
| Amèrica   | Argentina                                                 | 1827      | Fallida. |
| Amèrica   | Argentina                                                 | 1890      | Fallida. Panic de 1890 |
| Amèrica   | Argentina                                                 | 1915      | Fallida provincial. |
| Amèrica   | Argentina                                                 | 1930      | Fallida provincial. |
| Amèrica   | Argentina                                                 | 1982      | Fallida. Crisi de deute de l'Amèrica Llatina |
| Amèrica   | Argentina                                                 | 1988–89   | Fallida del deute intern. |
| Amèrica   | Argentina                                                 | 2001      | Fallida. Després d'anys d'inestabilitat, la crisi econòmica argentina (1999–2002) va aparèixer, i el nou govern va anunciar que no podia complir amb les seves obligacions de deute públic. |
| Amèrica   | Argentina                                                 | 2005–16   | Restructuracio del deute argenti. |
| Amèrica   | Argentina                                                 | 2014      | [ 14 ] [ 15 ] |
| Amèrica   | Barbados                                                  | 2018      | Fallida en Eurobons després de descobrir el seu alt deute sobirà en termes de proporció deute / PIB. |
| Amèrica   | Bolívia                                                   | 1875      | [ cal citació ] |
| Amèrica   | Bolívia                                                   | 1927      | [ 2 ] |
| Amèrica   | Bolívia                                                   | 1931      | [ cal citació ] |
| Amèrica   | Bolívia                                                   | 1980      | Crisi de deute de l'Amèrica Llatina |
| Amèrica   | Bolívia                                                   | 1986      | Crisi de deute de l'Amèrica Llatina |
| Amèrica   | Bolívia                                                   | 1989      | Crisi de deute de l'Amèrica Llatina |
| Amèrica   | Brasil                                                    | 1898      | [ cal citació ] |
| Amèrica   | Brasil                                                    | 1902      | [ cal citació ] |
| Amèrica   | Brasil                                                    | 1914      | [ cal citació ] |
| Amèrica   | Brasil                                                    | 1931      | [ cal citació ] |
| Amèrica   | Brasil                                                    | 1937      | [ cal citació ] |
| Amèrica   | Brasil                                                    | 1961      | [ cal citació ] |
| Amèrica   | Brasil                                                    | 1964      | [ cal citació ] |
| Amèrica   | Brasil                                                    | 1983      | Crisi de deute de l'Amèrica Llatina |
| Amèrica   | Brasil                                                    | 1986–87   | [ 2 ] |
| Amèrica   | Brasil                                                    | 1990      | [ 2 ] |
| Amèrica   | Alberta (Canadà)                                          | 1935      | [ 2 ] |
| Amèrica   | Xile                                                      | 1826      | [ cal citació ] |
| Amèrica   | Xile                                                      | 1880      | [ cal citació ] |
| Amèrica   | Xile                                                      | 1931      | [ cal citació ] |
| Amèrica   | Xile                                                      | 1961      | [ cal citació ] |
| Amèrica   | Xile                                                      | 1963      | [ cal citació ] |
| Amèrica   | Xile                                                      | 1966      | [ cal citació ] |
| Amèrica   | Xile                                                      | 1972      | [ cal citació ] |
| Amèrica   | Xile                                                      | 1974      | [ cal citació ] |
| Amèrica   | Xile                                                      | 1983      | Crisi de deute de l'Amèrica Llatina |
| Amèrica   | Colòmbia                                                  | 1826      | [ cal citació ] |
| Amèrica   | Colòmbia                                                  | 1850      | [ cal citació ] |
| Amèrica   | Colòmbia                                                  | 1873      | [ cal citació ] |
| Amèrica   | Colòmbia                                                  | 1880      | [ cal citació ] |
| Amèrica   | Colòmbia                                                  | 1900      | [ cal citació ] |
| Amèrica   | Colòmbia                                                  | 1932      | [ cal citació ] |
| Amèrica   | Colòmbia                                                  | 1935      | [ cal citació ] |
| Amèrica   | Costa Rica                                                | 1828      | [ cal citació ] |
| Amèrica   | Costa Rica                                                | 1874      | [ cal citació ] |
| Amèrica   | Costa Rica                                                | 1895      | [ cal citació ] |
| Amèrica   | Costa Rica                                                | 1901      | [ cal citació ] |
| Amèrica   | Costa Rica                                                | 1932      | [ cal citació ] |
| Amèrica   | Costa Rica                                                | 1962      | [ cal citació ] |
| Amèrica   | Costa Rica                                                | 1981      | Crisi de deute de l'Amèrica Llatina |
| Amèrica   | Costa Rica                                                | 1983      | Crisi de deute de l'Amèrica Llatina |
| Amèrica   | Costa Rica                                                | 1984      | Crisi de deute de l'Amèrica Llatina |
| Amèrica   | Dominica                                                  | 2003–05   | [ 2 ] |
| Amèrica   | República Dominicana                                      | 1872      | [ cal citació ] |
| Amèrica   | República Dominicana                                      | 1892      | [ cal citació ] |
| Amèrica   | República Dominicana                                      | 1897      | [ cal citació ] |
| Amèrica   | República Dominicana                                      | 1899      | [ cal citació ] |
| Amèrica   | República Dominicana                                      | 1931      | [ cal citació ] |
| Amèrica   | República Dominicana                                      | 1975–2001 | [ 2 ] |
| Amèrica   | República Dominicana                                      | 2005      | [ cal citació ] |
| Amèrica   | Equador                                                   | 1826      | [ cal citació ] |
| Amèrica   | Equador                                                   | 1868      | [ cal citació ] |
| Amèrica   | Equador                                                   | 1894      | [ cal citació ] |
| Amèrica   | Equador                                                   | 1906      | [ cal citació ] |
| Amèrica   | Equador                                                   | 1909      | [ cal citació ] |
| Amèrica   | Equador                                                   | 1914      | [ cal citació ] |
| Amèrica   | Equador                                                   | 1929      | [ cal citació ] |
| Amèrica   | Equador                                                   | 1982      | [ cal citació ] |
| Amèrica   | Equador                                                   | 1984      | [ cal citació ] |
| Amèrica   | Equador                                                   | 2000      | [ cal citació ] |
| Amèrica   | Equador                                                   | 2008      | [ cal citació ] |
| Amèrica   | El Salvador                                               | 1828      | [ cal citació ] |
| Amèrica   | El Salvador                                               | 1876      | [ cal citació ] |
| Amèrica   | El Salvador                                               | 1894      | [ cal citació ] |
| Amèrica   | El Salvador                                               | 1899      | [ cal citació ] |
| Amèrica   | El Salvador                                               | 1921      | [ cal citació ] |
| Amèrica   | El Salvador                                               | 1932      | [ cal citació ] |
| Amèrica   | El Salvador                                               | 1938      | [ cal citació ] |
| Amèrica   | El Salvador                                               | 1981–96   | [ 2 ] |
| Amèrica   | Grenada                                                   | 2004–05   | [ 2 ] |
| Amèrica   | Guatemala                                                 | 1933      | [ cal citació ] |
| Amèrica   | Guatemala                                                 | 1986      | [ cal citació ] |
| Amèrica   | Guatemala                                                 | 1989      | Crisi de deute de l'Amèrica Llatina |
| Amèrica   | Guyana                                                    | 1982      | [ cal citació ] |
| Amèrica   | Hondures                                                  | 1828      | [ cal citació ] |
| Amèrica   | Hondures                                                  | 1873      | [ cal citació ] |
| Amèrica   | Hondures                                                  | 1981      | Crisi de deute de l'Amèrica Llatina |
| Amèrica   | Jamaica                                                   | 1978      | [ cal citació ] |
| Amèrica   | Mèxic                                                     | 1827      | [ cal citació ] |
| Amèrica   | Mèxic                                                     | 1833      | [ cal citació ] |
| Amèrica   | Mèxic                                                     | 1844      | [ cal citació ] |
| Amèrica   | Mèxic                                                     | 1850      | [ 2 ] |
| Amèrica   | Mèxic                                                     | 1866      | [ cal citació ] |
| Amèrica   | Mèxic                                                     | 1898      | [ cal citació ] |
| Amèrica   | Mèxic                                                     | 1914      | [ cal citació ] |
| Amèrica   | Mèxic                                                     | 1928–30s  | [ cal citació ] |
| Amèrica   | Mèxic                                                     | 1982      | Crisi de deute de l'Amèrica Llatina |
| Amèrica   | Nicaragua                                                 | 1828      | [ cal citació ] |
| Amèrica   | Nicaragua                                                 | 1894      | [ cal citació ] |
| Amèrica   | Nicaragua                                                 | 1911      | [ cal citació ] |
| Amèrica   | Nicaragua                                                 | 1915      | [ cal citació ] |
| Amèrica   | Nicaragua                                                 | 1932      | [ cal citació ] |
| Amèrica   | Nicaragua                                                 | 1979      | [ cal citació ] |
| Amèrica   | Panamà                                                    | 1932      | [ cal citació ] |
| Amèrica   | Panamà                                                    | 1983      | Crisi de deute de l'Amèrica Llatina |
| Amèrica   | Panamà                                                    | 1987      | Crisi de deute de l'Amèrica Llatina |
| Amèrica   | Panamà                                                    | 1988–89   | [ 2 ] |
| Amèrica   | Paraguai                                                  | 1874      | [ cal citació ] |
| Amèrica   | Paraguai                                                  | 1892      | [ cal citació ] |
| Amèrica   | Paraguai                                                  | 1920      | [ cal citació ] |
| Amèrica   | Paraguai                                                  | 1932      | [ cal citació ] |
| Amèrica   | Paraguai                                                  | 1986      | Crisi de deute de l'Amèrica Llatina |
| Amèrica   | Paraguai                                                  | 2003      | [ cal citació ] |
| Amèrica   | Perú                                                      | 1826      | [ cal citació ] |
| Amèrica   | Perú                                                      | 1850      | [ 2 ] |
| Amèrica   | Perú                                                      | 1876      | [ cal citació ] |
| Amèrica   | Perú                                                      | 1931      | [ cal citació ] |
| Amèrica   | Perú                                                      | 1969      | [ cal citació ] |
| Amèrica   | Perú                                                      | 1976      | [ cal citació ] |
| Amèrica   | Perú                                                      | 1978      | [ cal citació ] |
| Amèrica   | Perú                                                      | 1980      | Crisi de deute de l'Amèrica Llatina |
| Amèrica   | Perú                                                      | 1984      | Crisi de deute de l'Amèrica Llatina |
| Amèrica   | Surinam                                                   | 2001–02   | [ 2 ] |
| Amèrica   | Trinitat i Tobago                                         | 1989      | [ cal citació ] |
| Amèrica   | Estats Units d'Amèrica                                    | 1779      | Devaluació ràpida del dòlar continental a causa de la incapacitat del Congrés per cobrar impostos. Durant una posterior Convenció constitucional (Estats Units d'Amèrica), el record de la crisi va inspirar la inclusió de la clàusula contractual a la Constitució moderna dels EUA. |
| Amèrica   | Estats Units d'Amèrica                                    | 1790      | La crisi va començar el 1782. Acabada amb el Compromís de 1790 i la Llei de finançament de 1790. |
| Amèrica   | Estats Units d'Amèrica                                    | 1798      | Quasi-War |
| Amèrica   | Estats Units d'Amèrica                                    | 1862      | Fallida Greenback (1860s) |
| Amèrica   | Estats Units d'Amèrica                                    | 1933      | Ordre Executiva 6102 |
| Amèrica   | Estats Units d'Amèrica                                    | 1971      | Shock de Nixon |
| Amèrica   | - 9 estats Estats Units d'Amèrica                         | 1841–42   | [ 2 ] |
| Amèrica   | - 10 estats i molts governs locals Estats Units d'Amèrica | 1873–84   | [ 2 ] |
| Amèrica   | Uruguai                                                   | 1876      | [ cal citació ] |
| Amèrica   | Uruguai                                                   | 1891      | [ cal citació ] |
| Amèrica   | Uruguai                                                   | 1915      | [ cal citació ] |
| Amèrica   | Uruguai                                                   | 1933      | [ cal citació ] |
| Amèrica   | Uruguai                                                   | 1937      | [ 2 ] |
| Amèrica   | Uruguai                                                   | 1983      | Crisi de deute de l'Amèrica Llatina |
| Amèrica   | Uruguai                                                   | 1987      | Crisi de deute de l'Amèrica Llatina |
| Amèrica   | Uruguai                                                   | 1990      | [ cal citació ] |
| Amèrica   | Veneçuela                                                 | 1826      | [ cal citació ] |
| Amèrica   | Veneçuela                                                 | 1848      | [ cal citació ] |
| Amèrica   | Veneçuela                                                 | 1860      | [ cal citació ] |
| Amèrica   | Veneçuela                                                 | 1865      | [ cal citació ] |
| Amèrica   | Veneçuela                                                 | 1892      | [ cal citació ] |
| Amèrica   | Veneçuela                                                 | 1898      | [ cal citació ] |
| Amèrica   | Veneçuela                                                 | 1982      | Crisi de deute de l'Amèrica Llatina |
| Amèrica   | Veneçuela                                                 | 1990      | [ cal citació ] |
| Amèrica   | Veneçuela                                                 | 1995–97   | [ 2 ] |
| Amèrica   | Veneçuela                                                 | 1998      | [ 2 ] |
| Amèrica   | Veneçuela                                                 | 2004      | [ cal citació ] |
| Amèrica   | Veneçuela                                                 | 2017      | Veneçuela feu fallida en dòlars americans de 65 milions de deutes en deute extern el novembre de 2017 després d'anys de préstecs insostenibles i una caiguda dels preus mundials del petroli. |
| Àsia      | Líban                                                     | 2020      | El Líban va tenir una fallida d'1.200 milions de $ en Eurobons. |
| Oceania   | Austràlia                                                 | 1931      | Austràlia va deixar caure la totalitat de les accions de deute intern que tenia amb els titulars de les obligacions. Vegeu Gran depressió a Austràlia |